# IPC (electrònica)
IPC (acrònim anglès de Association Connecting Electronics Industries) és una associació comercial amb l'objectiu d'estandarditzar els requeriments per l'ensamblat i producció d'equips electrònics. La seva seu és a la ciutat de Bannockburn, Illinois EUA i fou creada l'any 1957.
IPC és acreditada per l'institut ANSI com a organització que desenvolupa estàndards.

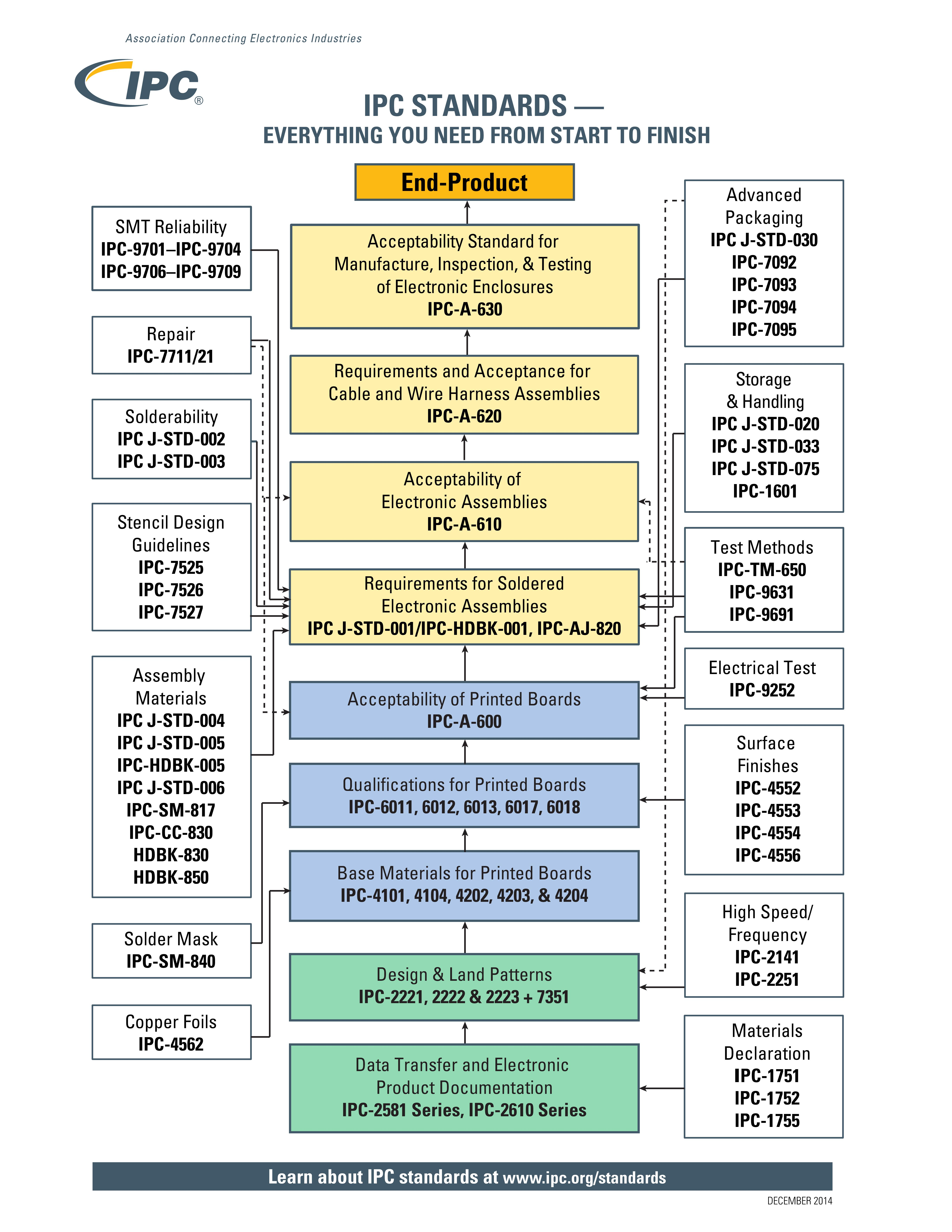
Taula resum dels estàndars IPC

## Estàndards
Aquestes normes són emprades per tota la indústria manufacturera del sector electrònic :
Documents generals
- IPC-T-50 Termes i Definicions
- IPC-2615 Dimensions i toleràncies de Plaques de circuit imprès o PCB
- IPC-D-325 Requeriments per PCB
- IPC-A-31 Patró de test per a materials flexibles
- IPC-ET-652 Guia i requeriments per a test elèctric de PCB sense muntar
- IPC J-STD-012 Requeriments d'implementació dels encapsulats Flip Chip i Chip scale (CSP)[6]

Especificacions de disseny
- IPC-2612 Requeriments per documentació Electrònica (Esquemàtic)
- IPC-2221 norma estàndard sobre PCB
- IPC-2223 norma de disseny de PCB flexible
- IPC-7351B Requeriments genèrics per al disseny de muntatge superficial

Especificacions de materials
- IPC-FC-234 Guia per a l'ensamblat d'adhesius sensibles a la pressió - PCB flexibles d'1 i 2 cares
- IPC-4562 Làmines de metall per a aplicacions de cablejat
- IPC-4101 Norma de materials de Prepeg per a PCB[7]
- IPC-4202 Dielèctrics flexibles per a ús en PCB flexibles
- IPC-4203 Làmines dielèctriques adhesives per ús en PCB flexibles[8]
- IPC-4204 Dielèctric-metall flexibles per a ús en fabricació de PCB flexibles

Documents d'inspecció i prestacions
- IPC-A-600 Acceptabilitat de PCB[9]
- IPC-A-610 Acceptabilitat d'ensamblats electrònics o PCA[10]
- IPC-6011 Prestacions genèriques per PCB
- IPC-6012 Prestacions i qualitat per PCB rígides
- IPC-6013 Especificacions de cablejat imprès, Flexible i Rigid-Flex
- IPC- 6202 IPC/JPCA Manual guia de prestacions de PCB flexibles d'1 o 2 cares
- PAS-62123 Manual guia de prestacions de PCB flexibles d'1 o 2 cares
- IPC-TF-870 Qualitat i prestacions de PCB de polímer

Normes de materials i ensamblatges flexibles
- IPC-FA-251 Guia d'ensamblatge de PCB flexibles d'1 o 2 cares
- IPC-3406 Guia d'adhesius per a muntatge superficial
- IPC-3408 Requeriments Generals per a laminats adhesius conductius